# KColorEdit
KColorEdit是一種調色板檔案編輯器。它可用於編輯調色板和顏色的選擇和命名。支持KDE的調色板文件。

## 功能
- 混合顏色
- 梯度顏色選擇
- 詳細檢視和簡單檢視調色板
- 支持評論
- 支持描述和命名調色板
- 您可以將顏色或評論放在調色板的任何位置
- 生成配色方案（補充色，三元顏色等）
- 生成隨機顏色

## 外部連結
- The KColorEdit Handbook （页面存档备份，存于）
- KDE Guidelines about Colors and Palettes